# Esfera Caracas
La Esfera Caracas es una escultura de arte cinético del artista plástico venezolano Jesús Soto, inaugurada el
8 de diciembre de 1996 como parte del programa Un Cariño para mi Ciudad en la ladera sur del distribuidor Santa Cecilia de la autopista Francisco Fajardo y que se ha convertido en uno de los iconos culturales de la capital de Venezuela.
Esta obra es la más importante que realizó el artista Jesús Soto en la que plasmó su concepción del arte cinético como parte del entorno urbano con la iluminación y el color.
Está compuesta por un conjunto de 1.800 varillas de aluminio hueco de ¾ de pulgada, sujetas por guayas de acero inoxidable de 2,5 milímetros de espesor que se encuentran suspendidas en una estructura metálica tipo pórtico de 12 metros de altura sobre una base de concreto armado.
Las varillas de color naranja logran el efecto visual de una esfera suspendida en el aire. Con el contraste de la luz brinda una imagen de movimiento, desde el punto de vista de las personas que la observan al transitar por la autopista.

## Vandalismo
Durante el año 2004, la obra fue destruida paulatinamente por actos de vandalismo que sustrajeron las varillas de aluminio, dejando solamente las guayas cortadas colgando del pórtico. La poca vigilancia en la zona, la facilidad en el acceso a la base y la falta de iluminación nocturna de la obra facilitaron la sustracción de las piezas.

## Restauraciones

### Primera
Al cumplirse un año de la muerte del maestro Jesús Soto, PDVSA La Estancia, fundación cultural y protectora del patrimonio de la empresa estatal Petróleos de Venezuela, s.a. (PDVSA) decidió ejecutar un proyecto de restauración de la obra en su ubicación original, junto con la Fundación Soto, en que se replicaron las varillas de acero de acuerdo a las medidas originales.
Para evitar nuevos robos y daños a la obra, se reconstruyó el pórtico que sirve de base a la esfera con un sistema de seguridad que incluyó un foso alrededor con un cerco eléctrico. En el 2007 se instaló un sistema de cámaras de seguridad. En la restauración se instaló un sistema de iluminación de última tecnología que agregó una visión nocturna a la esfera para el disfrute de los caraqueños.

### Segunda: Esfera Caracas 360
Dentro del plan de Soluciones Viales para Caracas que realizó el Ministerio del Poder Popular para el Transporte Terrestre y Obras Públicas bajo la rectoría de Haiman El Troudi, en el año 2014 se proyectó la ampliación de la autopista Francisco Fajardo  y la construcción de un nuevo distribuidor Santa Cecilia que ameritó la demolición del viejo distribuidor.
Debido a este proyecto se determinó la necesidad de mover la Esfera Caracas unos 13,64 metros hacia el oeste de su ubicación original, por lo cual la obra fue desmontada por PDVSA La Estancia y la Fundación Soto, requiriendo la demolición de la base que había sido construida en 2006.
PDVSA La Estancia aprovechó la ocasión para hacer cambios en la base de la estructura y sus elementos de seguridad, pero también en cuanto al aprovechamiento visual de la obra desde todos los ángulos, tomando en cuenta que el nuevo distribuidor Santa Cecilia bordearía por completo la estructura artística.
En el proceso también se aprovechó para hacer un proceso de restauración de las piezas y se hicieron réplicas de repuesto de cada una de las varillas con un código de identificación que fue entregado a la Fundación Soto para sustituir cualquiera que resultara dañada o sustraída en el futuro.
Al concluir las obras de construcción del nuevo pórtico se incorporaron mejoras en el sistema de seguridad de la estructura. El cerco eléctrico se dispuso de manera que no distorsiona visualmente la obra; se colocó un moderno sistema de iluminación LED que mejoraba la calidad de la luz en horas de la noche y contribuye a un consumo menor de electricidad y se instaló un sistema hidroneumático de riego para las áreas verdes alrededor de la esfera.
Tras 120 días de trabajo fue entregada nuevamente para el disfrute de la colectividad el 24 de diciembre de 2014 bajo el concepto de Esfera Caracas 360 ya que se podía tener una visión de 360 grados de la obra, gracias al nuevo distribuidor Santa Cecilia, en especial para los transeúntes que se incorporaran hacia la autopista Francisco Fajardo en dirección este.
Con esta restauración, fue incorporada en el proyecto Viarte que consiste en un museo al aire libre en las principales arterias viales de Caracas donde se han instalado diversas esculturas de artistas plásticos venezolanos, para el embellecimiento del entorno urbano, a la par del Plan de Soluciones Viales de la capital.

## Punto Referencial para Caracas
Entre los últimos meses del año 2017 y principios del año 2018, la Esfera Caracas ha ganado gran popularidad como punto de reunión para los caraqueños, razón por la cual las autoridades de la Gobernación del Estado Bolivariano de Miranda instalaron un módulo de seguridad de PoliMiranda para resguardo de la obra y sus visitantes. En el lugar, además de reuniones familiares y de amigos, se han realizado tomas culturales, grabaciones audiovisuales y hasta bodas.